# 海伦特
海伦特（荷蘭語：Herent，荷蘭語發音：[ˈɦeːrənt]）是比利时弗拉芒大区弗拉芒布拉班特省魯汶區的一个市镇，通行荷蘭語，是弗拉芒社群的一部分，面积32.73平方千米，人口21,632人（2018年1月1日）。